# 1341
1341. је била проста година.

## Догађаји
- Династички сукоби у Византији (1341—1347) Јован Кантакузин нови цар Византија, Србија враћа Македонију и Албанију, Бугарска заузима Тракију.

### Октобар
- 26. октобар — Византијска војска је прогласила Јована VI Кантакузина за цара, чиме је изазвала грађански рат између његових присталица и присталица Јована V Палеолога.